# Vliesstelig kalkkopje
Het vliesstelig kalkkopje (Physarum daamsii) is een slijmzwam behorend tot de familie Physaraceae. Het leeft saprotroof in loofbossen op kruidachtige plantendelen en kegels.

## Verspreiding
In Nederland komt het zeer zeldzaam voor. 